# 山川吉樹
山川吉樹（日语：山川 吉樹，1968年2月9日—），日本男性動畫師、動畫導演、人物設計師。出身於東京都。J.C.STAFF所屬。舊名「山川良志信」、「山川世忍」。

## 作品列表

### 電視動畫
1994年
- 美少女戰鬥隊（原畫）

1995年
- NINKU -忍空-（原畫）

2000年
- 幽浮寶貝（原畫）

2001年
- 學園戰記無量（日语：学園戦記ムリョウ）（原畫）

2003年
- 鈴鐺貓娘Nyo（人物設定、分鏡、作畫監督）

2005年
- 蟲師（分鏡）

2008年
- 零之使魔 ～三美姬的輪舞～（OP原畫）
- 虎與龍（OP原畫）

2009年
- 初戀限定。（導演[1]、分鏡、演出、OP&ED分鏡&演出）

2010年
- 交響情人夢 最終篇（原畫）
- 學生會長是女僕！（分鏡、OP分鏡&演出）
- 江戶盜賊團五葉（分鏡）
- 世紀末超自然學院（原畫）

2012年
- 愛殺寶貝（導演[2]、分鏡、演出、OP&ED分鏡&演出&原畫）
- 校園剋星！（導演[3]、分鏡、OP&ED分鏡&演出）

2013年
- 校園剋星！ ～Refrain～（導演[4]、分鏡、OP&ED分鏡&演出）

2014年
- 修業魔女璐璐萌（分鏡）

2015年
- 在地下城尋求邂逅是否搞錯了什麼（導演[5]、分鏡、OP分鏡、ED分鏡&演出）

2016年
- 齊木楠雄的災難（分鏡、ED分鏡&演出&原畫）

2017年
- 學園少女突襲者 Animation Channel（ED分鏡&演出&原畫）
- 愛麗絲與藏六（分鏡、演出、原畫）

2018年
- 刀使之巫女（分鏡）
- 高分少女（導演[6]、分鏡、演出、原畫、ED分鏡&演出&原畫）

2019年
- 街角魔族（ED分鏡&演出&原畫）
- 高分少女II（導演[7]）

2020年
- 夢夢貓（分鏡）
- 科學超電磁砲T（分鏡）

2021年
- 死神少爺與黑女僕（導演[8]、分鏡、演出）

2022年
- 街角魔族 2丁目（ED分鏡&演出&原畫）
- 令和鈴鐺貓娘（演出協力、OP分鏡&演出）
- 致不滅的你（分鏡）

2024年
- 村井之戀（監督[9]、分鏡）

2025年
- 青春特調蜂蜜檸檬蘇打（分鏡）

### OVA
1993年
- 特搜戰車隊DOMINION（日语：ドミニオン (漫画)）（作畫監督、作畫監督補佐）

1994年
- KIZUNA -絆-（原畫）

1995年
- 超時空世紀歐卡斯02（原畫）
- 魔物獵人妖子2（作畫監督補佐）

2012年
- 小加速世界（導演、人物設定、分鏡、演出、作畫監督）
- 丹特麗安的書架（分鏡、演出）

2013年
- 愛殺寶貝SUPER（導演、分鏡、演出）

2014年
- 校園剋星！EX（導演、分鏡、演出）

### 電影動畫
2008年
- 地獄天使（導演、編劇）

2022年
- 七龍珠超：超級英雄（數位原畫）

### 網路動畫
2018年
- B：彼之初（導演[10]）

## 腳註

## 相關項目
- J.C.STAFF
- 日本動畫師列表